# 피아나란초아주

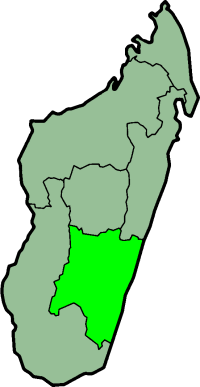
피아나란초아주

피아나란초아주(Fianarantsoa)는 마다가스카르의 주로, 주도는 피아나란초아이며 면적은 103,272km2, 인구는 3,366,291명(2001년 기준)이다. 북쪽으로는 토아마시나주, 북서쪽으로는 안타나나리보주와 인접해 있으며 서쪽으로는 톨리아라주와 인접해 있다.

## 행정 구역
| 1. 암발라바오 구 2. 암바토피난드라하나 구 3. 암보히마하소아 구 4. 암보시트라 구 5. 베포타카 구 6. 판드리아나 구 7. 파라팡가나 구 8. 피아나란초아 교외 구 9. 피아나란초아 10. 이아코라 구 11. 이파나디아나 구 12. 이호시 구 13. 이클라마보니 구 14. 이콩고 구 15. 이보히베 구 16. 마나카라아치모 구 17. 마난드리아나 구 18. 마난자리 구 19. 남미동기 구 20. 노시바리카 구 21. 방가인드라노 구 22. 보히페노 구 23. 본드로조 구 |